# Паметник на свободата (Шипка)
Вижте пояснителната страница за други значения на Паметник на свободата.
Паметникът на свободата (също Паметник на Шипка) е монументален паметник на връх Свети Никола. Издигнат е с цел да увековечи подвига на падналите за свободата на България на мястото отбранявано по време на Шипченската битка, около което са се провели решаващите за Руско-турската война и Освобождението на България боеве през лятото на 1877 г. Паметникът е част от Парк-музей „Шипка“.

## История на паметника
Основният камък на паметника е положен на 24 август 1922 г.:стр. 3, а изграждането му завършва през 1930 г.:стр. 16:стр. 141 На 26 август 1934 г. паметникът на връх „Свети Никола“ е тържествено открит от държавния глава цар Борис III.:стр. 19:стр. 141 – 154
През 1920 г. живите ветерани-опълченци се събират на нов конгрес и решават да се построи Паметник на свободата на връх Свети Никола в прохода Шипка. Средствата за изграждане на паметника са събирани като доброволни дарения от целия народ. Конкурсът за паметника е спечелен от архитект Атанас Донков и скулптора Александър Андреев, който заедно с Кирил Шиваров изпълнява монументалната фигура на лъва.
Началото на техническите проучвания за строежа и на неговото организиране е през пролетта на 1926 г.:стр. 118 – 122 Самият строеж започва през есента на същата година:стр. 3 под ръководството на инж. Богдан Горанов, Кирил Славов и инж. Иван Данчов (през 1928 г. на мястото на инж. Богдан Горанов идва инж. Минчо Заяков).:стр. 5 Инвеститорският надзор на строежа се осъществява от арх. Генчо Скордев. През първия етап на строежа главен майстор е Илия Пенев Мъглов от с. Горни Драгойча, Дряновско, а през втория – Пеню Атанасов Колев (Пеню Бомбето) от с. Дралфа, Поповско. През летата на 1927, 1928 и 1929 г. кипи усилената строителна дейност с участието на майсторите Живко Тасков, Кънчо Кавръков, Генчо Ваков, Илия Рашков, Георги Иванов, братята Христо и Георги Димитрови и още десетина души от Габровско. Камъните се обработвали на ръка и извозвали до паметника с волски каруци, а пясъкът се превозвал чрез катъри от Мъглиж и Енина, по нов път. Каменната кула е завършена в груб строеж и месинговият лъв пред нея е отлят в Софийския военен Арсенал по проект на скулптора Кирил Шиваров през лятото на 1929 г., а изграждането на паметника завършва през 1930 г.
Според първоначалния проект месинговият лъв трябвало да бъде поставен върху паметника. С помощта на макет върху изградената кула, направен с подръчни средства, се е установило, че ако фигурата бъде на това място, нейната видимост не би била добра. По тази причина лъвът е бил поставен върху корниза над главния вход на паметника.:стр. 16
Разпространена е версия, че мястото на въпросната фигура е било променено по политически причини – нейното поставяне върху паметника щяло да бъде възприето от съседните държави като предизвикателство, особено в случай че лъвът гледа в съответната посока. Румънското правителство било протестирало срещу избор на посоката север, тъй като съзирало някакви подбуди към освобождаването на Южна Добруджа, а Турция, Гърция и Сърбия били възразявали срещу посоките юг и запад (по тази причина от двете възможни посоки при поставянето на лъва на сегашното му място – западната и източната – била избрана втората). Версия от такъв характер е окачествена в  като легенда.
Паметникът представлява голяма кула от доломит с форма на пресечена пирамида, с височина 31,5 м. Над входа на кулата стои огромен месингов лъв с дължина 8 м и височина 4 м, тегло около 12 т и сглобен от 53 отделни парчета, а на другите страни на кулата са изписани местата на големите сражения – Шипка, Стара Загора, Шейново. Женска фигура олицетворява победата над турските войски. На приземния етаж на паметника стои голям мраморен саркофаг, в който се пазят част от костите на руските войни и българските опълченци. Над него има още 4 етажа, на които са разположени някои копия на български бойни знамена и други реликви. На върха на кулата се открива прекрасна панорама към върха Шипка и околността.

### Предистория на събитията
Шипченската епопея включва боевете, които са се разиграли на най-високите точки на Шипченския проход, където са върховете Свети Никола, Орлово гнездо, Шипка и др.: превземането на прохода от руски части Първа битка при Шипка, решителните боеве 9 – 11 август 1877 г. Втора битка при Шипка и Стоенето на Шипка.
Шипченски отряд: Българското опълчение, XXXVI орловски пехотен полк и XXXV брянски пехотен полк отблъскват 27-хилядна редовна турска войска, като в това число не са включени башибозушките орди. Шипченският отряд под командването на генерал-майор Николай Столетов е от 7500 войници и 27 оръдия срещу Централната османска армия под командването на Сюлейман паша.
В комплекса Шипка влиза и старата реставрирана църква. При реставрацията ѝ в нея бил открит един от най-старите български ръкописи – Енински апостол от 11 век. На север се намират селищата Шипка и Шейново, участвали активно в Освободителната война. От тези селища започва националният паметник Шипка. Край Шейново е Паметникът на победата. Там е била разбита и пленена войската на Вейсел паша.

## Културно значение
Националните паметници при Шипка са обвързани със събития от изключителна обществена значимост. Тяхното построяване е плод на съвместните усилия на архитекти, скулптори и целия признателен български народ. Природните забележителности в района и историческите събития се преплитат, за да се превърнат в едно от най-силно заредените места в България, една от най-големите туристически забележителности.
Обществото в България има традиция да уважава и почита националните и историческите заслуги. Наред с Левски и Христо Ботев, шипченското опълчение е с най-голяма слава и популярност сред хората. За това немалка заслуга има Вазовото произведение „Опълченците на Шипка“. Народът пази, макар и в трудните политически и икономически условия, паметта за „тоз ден бурен“.
На 3 март 2003 г. честванията на 125-годишнината от Освобождението на България от Османско владичество са посетени от президента на Русия, Владимир Путин, по покана на българския му колега Георги Първанов.

## Историческа възстановка
- Историческа възстановка на Шипченската битка, 23 август 2008 г.
- Покана за жителите на градовете Габрово и Казанлък
- Паметник на Александър Втори, император на Русия
- Панихида, воински почести, речи и венци за героите.
- Знаменосците тръгват към позициите.
- Генералите вече са там.
- Офицерите отиват към подразделенията.
- Войниците и опълченците очакват врага.
- Турците нападат.
- Върхът отговаря на огъня с огън.
- Но врагът не отстъпва…
- …и достига до Орлово гнездо.
- Защитниците отвръщат на нападението…
- …и с цената на големи …
- …и много големи жертви …
- … проходът е удържан.
- Вечна слава на героите!